# Herb gminy Ustka
Herb gminy Ustka – jeden z symboli gminy Ustka, ustanowiony 16 marca 2001.

## Wygląd i symbolika
Herb przedstawia na tarczy dwudzielnej w pas w polu górnym o barwie błękitnej złotą łódź o srebrnych żaglach, a w polu dolnym barwy czerwonej zielonego konika polnego, siedzącego na złotym kłosie.
Symbolika herbu nawiązuje z jednej strony do nadmorskiego położenia gminy, a z drugiej do tradycji rolniczych (kłos), oraz obfitości zieleni, w tym łąk, które symbolizuje konik polny. 

## Historia
Herb gminy Ustka został wybrany spośród pięciu wstępnych projektów, zaopiniowanych pozytywnie przez warszawskie Centrum Heraldyki Polskiej. Dwa spośród nich nawiązywały do herbu Ustki i przedstawiały zmieniony w stosunku do miejskiego herbu wizerunek syreny, zostały jednakże odrzucone, podobnie jak jeszcze dwa inne projekty, jako niewyróżniające gminy żadnym szczególnym symbolem. Obecny wzór wybrano ze względu na symbol konika polnego, jest to jedyne przedstawienie tego gatunku w polskiej heraldyce. Ponadto obecna symbolika, zdaniem radnych, oddaje zróżnicowany charakter gminy: turystyczny w pasie nadmorskim, a w rejonach odleglejszych od Bałtyku rolniczy.